# Neivamyrmex genalis
Neivamyrmex genalis är en myrart som beskrevs av Borgmeier 1953. Neivamyrmex genalis ingår i släktet Neivamyrmex och familjen myror. Inga underarter finns listade i Catalogue of Life.